# Journal of Huntington's Disease
Il Journal of Huntington's Disease è una rivista scientifica trimestrale sottoposta a revisione paritaria, che pubblica articoli nel campo delle scienze neurologiche, trattando tutti gli aspetti della malattia di Huntington e dei disturbi correlati. È stata fondata nel 2012 ed è pubblicata da IOS Press. I caporedattori sono Blair Leavitt (Università della Columbia Britannica) e Leslie Thompson (UC Irvine).

## Indicizzazione
Gli abstract e gli articoli sono indicizzati da: Chemical Abstracts Service, Emerging Sources Citation Index, Index Medicus/MEDLINE/PubMed, e  Scopus.
Al 2025 l'indice H è pari a 35.